# Trolii: Se strânge trupa
Trolii: Se strânge trupa (titlu original: în engleză Trolls Band Together) este un film de animație din 2023 produs de DreamWorks Animation și distribuit de Universal Pictures. Bazat pe jucăriile de Thomas Dam, filmul a fost regizat de Walt Dohrn și este continuarea filmului Trolii descoperă lumea din anul 2020.

## Dublaj română
- Dan Helciug – vocea personajului Spruce în versiunea română a filmului.[4]